# Ceratophyllus calderwoodi
Ceratophyllus calderwoodi är en loppart som beskrevs av Holland 1979. Ceratophyllus calderwoodi ingår i släktet Ceratophyllus och familjen fågelloppor. Inga underarter finns listade i Catalogue of Life.